# 石井村 (福島県東白川郡)
石井村（いしいむら）は福島県東白川郡にかつて存在した村である。

## 地理
現在の塙町の中部および矢祭町の北部に位置する。
村域の八溝山地に位置し、山がちな地形である。
村は久慈川の東岸に位置する。

## 歴史

### 村域の変遷
- 1889年（明治22年）4月1日 - 町村制施行により、上石井村・中石井村・下石井村・戸塚村が合併し東白川郡 石井村が発足。
- 1955年（昭和30年）3月31日 - 石井村は塙笹原町と高城村の一部（台宿・伊香・植田・真名畑）が合併して塙町が発足。石井村は消滅。
- 1957年（昭和32年）1月10日 - 旧石井村の一部（中石井・下石井・戸塚）は矢祭村に編入。

変遷表
| 1868年 以前 | 1868年 以前 | 明治22年 4月1日 | 昭和30年 3月31日 | 昭和32年 1月10日 | 昭和38年 1月1日 | 現在   |
| ----------- | ----------- | --------------- | ---------------- | ---------------- | --------------- | ------ |
|             | 上石井村    | 石井村          | 塙町             | 塙町             | 塙町            | 塙町   |
|             | 中石井村    | 石井村          | 塙町             | 矢祭村 に編入    | 町制            | 矢祭町 |
|             | 下石井村    | 石井村          | 塙町             | 矢祭村 に編入    | 町制            | 矢祭町 |
|             | 戸塚村      | 石井村          | 塙町             | 矢祭村 に編入    | 町制            | 矢祭町 |

## 大字
- 上石井（かみいしい）
- 中石井（なかいしい）
- 下石井（しもいしい）
- 戸塚（とつか）

## 人口・世帯

### 人口
総数 [単位： 人]
| 1889年（明治22年） | 2,186 |
| 1920年（大正 9年） | 2,778 |
| 1947年（昭和22年） | 3,935 |

### 世帯
総数 [単位： 世帯]
| 1920年（大正 9年） | 546 |
| 1947年（昭和22年） | 659 |

## 交通（廃止直前）

### 鉄道
- 日本国有鉄道（ → 東日本旅客鉄道）
  - ■水郡線
    - 磐城石井駅

### 道路
- 二級国道
  - 国道118号